# Российский государственный архив в Самаре
Российский государственный архив в г. Самаре (РГА в г. Самаре) (Федеральное казенное учреждение «Российский государственный архив в г. Самаре») — центр хранения документов по истории отечественной науки и техники в области промышленности, строительства, транспорта, связи, изобретательства, а также документов федеральных органов государственной власти, расположенных на территории Самарской области

## История
В соответствии с Постановлением Совета Министров СССР от 21 мая 1964 г. № 431 «О централизации хранения научно-технической документации и об организации широкого использования ее» был создан Центральный государственный архив научно-технической документации СССР (ЦГАНТД СССР).
Постановлением Правительства Российской Федерации от 24.06.1992 г. № 430 ЦГАНТД СССР был преобразован в Российский государственный научно-технический архив (РГНТА) с филиалом в г. Москве.
В соответствии с Постановлением Правительства Российской Федерации от 09.06.1995 г. № 575 создан Российский государственный архив научно-технической документации в г. Москве с филиалом в г. Самаре путем реорганизации Российского государственного научно-технического архива в г. Самаре и Российского научно-исследовательского центра космической документации в г. Москве. В соответствии с распоряжением Правительства Российской Федерации от 26.01.2011 г. № 65-р путем изменения типа существующего филиала государственного учреждения Российского государственного архива научно-технической документации в г. Самаре создан филиал федерального казенного учреждения «Российский государственный архив научно-технической документации» (Филиал РГАНТД).
Распоряжением Правительства Российской Федерации от 30.09.2016 г. № 2061-р создано федеральное казенное учреждение «Российский государственный архив в г. Самаре» (РГА в г. Самаре).